# Сын отечества
«Сын оте́чества» — русский исторический, литературный и общественно-политический журнал XIX века; выходил в Санкт-Петербурге с 1812 года до 1852 года (с перерывами) и оказал влияние на развитие общественной мысли и движение литературной жизни в России. С тем же названием выходил журнал с 1856 года по 1861 год и газета с 1862 года по 1901 год.

## Журнал Греча

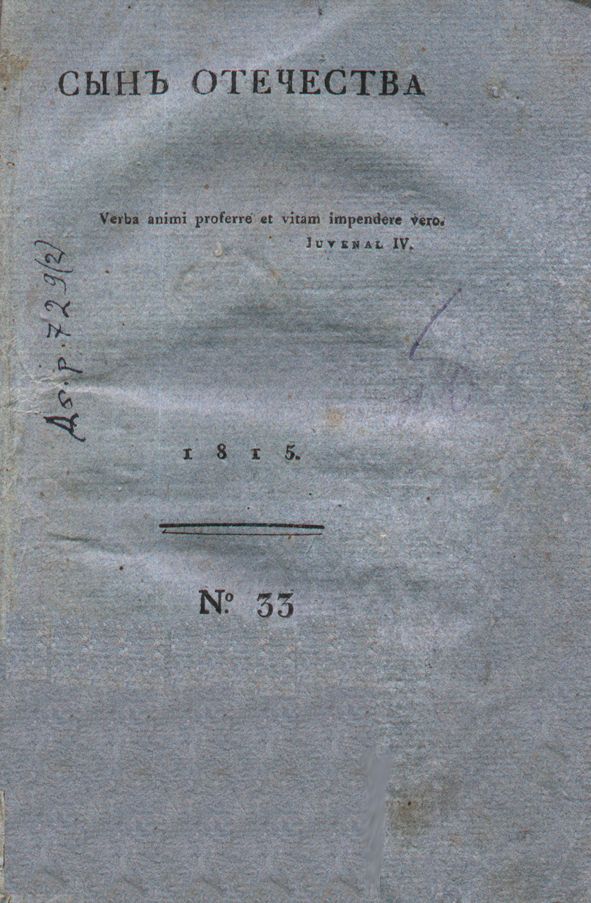
«Сын отечества», 1815 год, обложка.

Журнал выходил еженедельно (по четвергам). Редактором-издателем был преподаватель словесности петербургской гимназии и секретарь цензурного комитета Н. И. Греч. Первоначально «Сын отечества» был журналом историческим и политическим, однако в нём помещались и художественные произведения, преимущественно стихотворные и главным образом на актуальные политические и военные темы (связанные с Отечественной войной 1812 года). Новшеством были иллюстрации (А. Г. Венецианова, И. И. Теребенёва), в основном карикатуры. В 1814 появился постоянный литературный отдел, включавший художественные произведения, критику, библиографию.
В журнале печатались солдатские и народные песни, басни И. А. Крылова «Волк на псарне», «Обоз», «Ворона и курица», статьи А. П. Куницына, И. К. Кайданова. В начальный период в журнале принимали участие А. Ф. Воейков, К. Н. Батюшков, Н. И. Гнедич, Г. Р. Державин.
В 1816—1825 в «Сыне отечества» участвовали декабристы и близкие к ним по общественным и литературным взглядам авторы. В журнале помещались стихотворения В. А. Жуковского, А. А. Дельвига, П. А. Плетнёва, М. В. Милонова, А. А. Бестужева, а также Ф. Н. Глинки, А. С. Пушкина, П. А. Катенина, В. К. Кюхельбекера, статьи П. А. Вяземского, А. С. Грибоедова, О. М. Сомова, К. Ф. Рылеева, А. А. Бестужева, Н. И. Кутузова.
Опубликованной в 1815 в «Сыне отечества» статьёй «Обозрение русской литературы 1814 г.» Греч впервые ввёл в русской журналистике и литературной критике жанр годового обозрения; аналогичные обозрения впоследствии писали А. А. Бестужев, Н. А. Полевой, В. Г. Белинский и другие русские критики. Широкий резонанс имела полемика 1816 года между Гнедичем и Грибоедовым о творчестве Жуковского и национальной самобытности русской литературы, вызванная публикацией баллады Катенина «Ольга» (переделки баллады Бюргера «Ленора»).
До 1825 журнал был одним из наиболее влиятельных и популярных русских журналов; тираж достигал 1200—1800 экземпляров.

## Журнал Греча и Булгарина

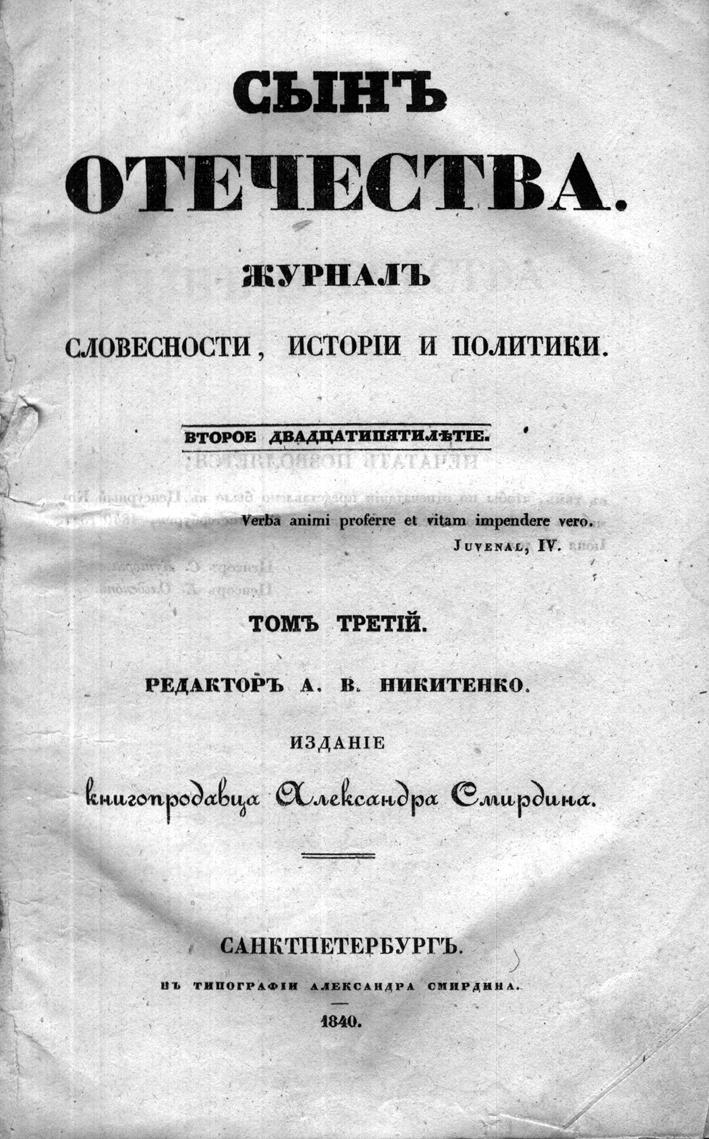
«Сын отечества», 1840 год.

В связи с исчезновением авторов, — прежде всего осуждённых декабристов, — и изменениями общественно-политической обстановки и позиции издания значение «Сына отечества» снижалось. С 1825 соиздателем журнала стал Ф. В. Булгарин. Одновременно Греч сотрудничал в журнале Булгарина «Северный архив». В 1829 оба журнала были объединены в один под названием «Сын отечества и Северный архив. Журнал литературы, политики и современной истории».
В журнале печатались элегические стихотворения с религиозными мотивами И. Т. Калашникова, статьи с литературной критикой М. М. Карниолина-Пинского. Аудитория журнала, не выдерживавшего конкуренции с журналами «Московский телеграф», «Телескоп», «Современник», продолжала сужаться; тираж упал с 600 в конце 1820-х до 400 экземпляров в середине 1830-х.
Содержание, формат, периодичность журнала менялись. В 1837 году Греч и Булгарин продали журнал издателю А. Ф. Смирдину, оставив за собой функции редакторов. Смирдин привлёк к редактированию Н. А. Полевого. Позднее журналом руководили Никитенко и Полевой (1841), Никитенко и Сенковский (1842), затем с 1842 — прозаик, драматург, переводчик К. П. Масальский.

## Журнал Масальского

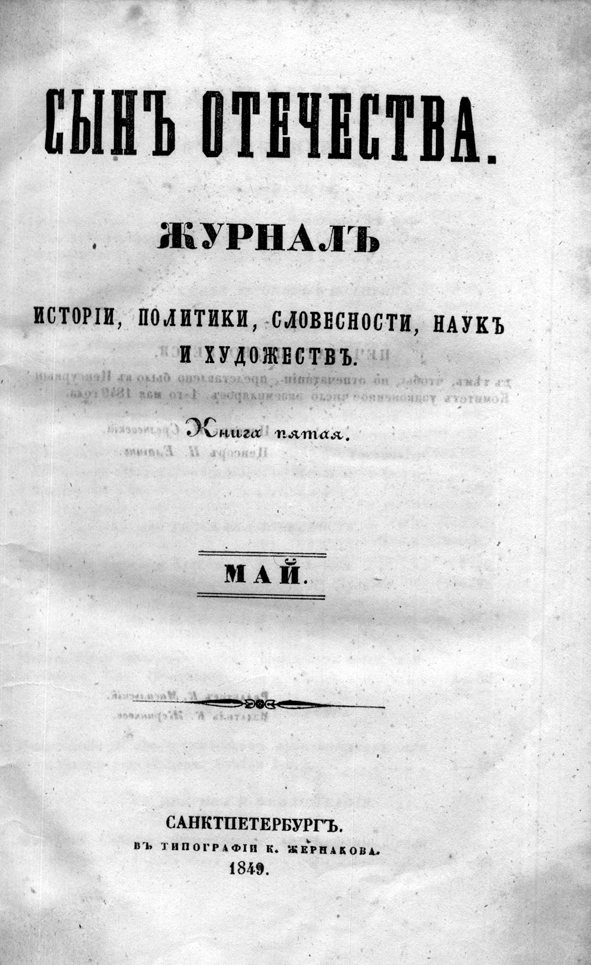
«Сын отечества», 1849 год.

К. П. Масальский публиковал в «Сыне отечества» свои собственные произведения различных жанров и переводы. Он привлёк к сотрудничеству в журнале В. Г. Бенедиктова, В. И. Даля, Н. В. Кукольника, Е. Ф. Розена, П. Р. Фурмана, а также Иакинфа Бичурина, М. Н. Загоскина, Ф. Л. Морошкина, П. С. Савельева. А. Ф. Писемский поместил в «Сыне отечества» повесть «Нина». В журнале печатались переводы из Байрона, Дюма-отца, А. Карра, Ф. Купера, научно-популярные статьи Н. В. Шелгунова. В журнале были напечатаны отрывки о походах Сигизмунда III и Владислава IV в России из главного труда польского историка XVII века Станислава Кобежицкого „Historia Vladislai Poloniae et Sueciae principis, ejus natales, infantiam, electionem usque ad excessum Sigismundi III“ в переводе И. Боричевского.
Во второй половине 1844 года Масальский был вынужден прекратить издание журнала; издание было продолжено с 1847 года. Оставаясь лишь номинальным редактором, Масальский в 1849 году передал журнал барону Е. Ф. Розену, затем весной 1852 года — писателю и журналисту П. Р. Фурману. В конце того же 1852 года журнал был закрыт.

## Журнал Старчевского

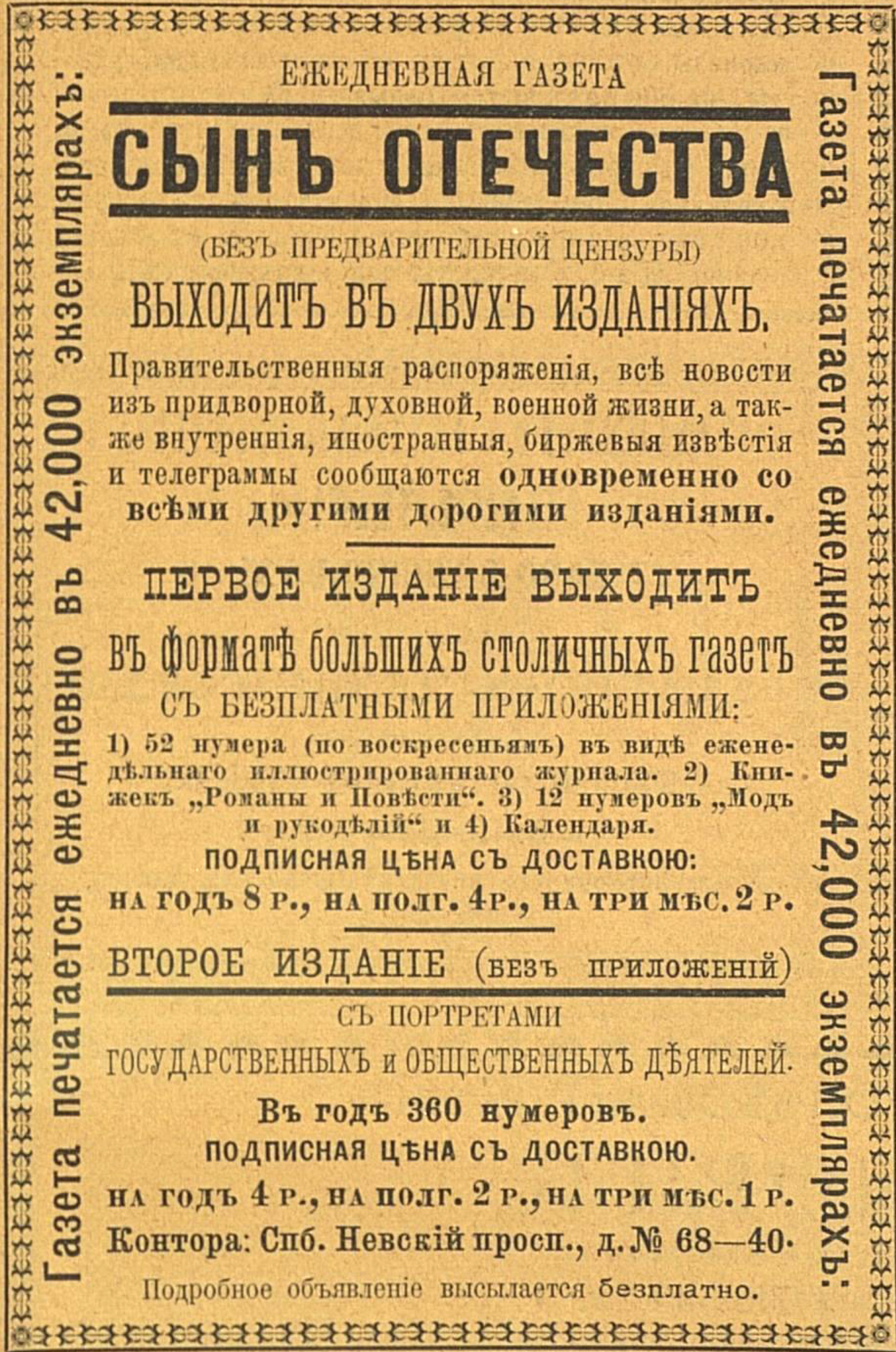
Реклама газеты, 1894 год.

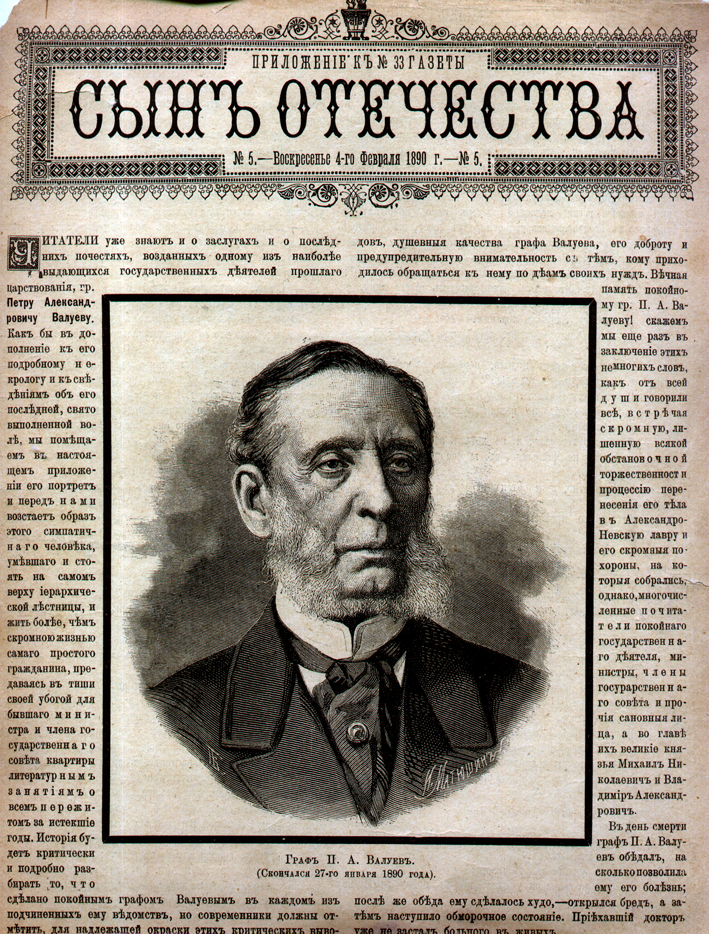
«Сын отечества», приложение к газете 1890 года.

Альберт Викентьевич Старчевский в 1848—1856 гг. прошел школу редакторства в «Библиотеке для чтения» О. И. Сенковского, который еще в 30-е годы сумел поставить свой журнал с коммерческим размахом. При воссоздании «Сына Отечества» Старчевский прибег к финансовым займам и кредитам (у фабриканта П. А. Печаткина, книготорговой фирмы «Генкель и Смирдин (сын)» и др.); привлёк к сотрудничеству способных начинающих журналистов (Г. Е. Благосветлова, М. А. Загуляева), широко известного О. И. Сенковского, выступавшего в газете с фельетонами под названием «Листок Барона Брамбеуса», которые в первые же годы обеспечили популярность «Сыну Отечества».
С 1857 г. в газете стали появляться иллюстрации (к «Губернским очеркам» Щедрина, другие рисунки и карикатуры. Подписчикам рассылались модные картинки, портреты знаменитых людей, снимки картин русских художников. Содержание газеты было очень разнообразным: она включала в себя отделы внутренней информации, современных вопросов, политики, словесности (стихи и проза), критики (обзоры журналов, статьи, рецензии), фельетон, биржевые известия, карикатуры (на последней странице). Постоянное внимание уделялось крестьянскому вопросу: до реформы газета писала о безнравственности крепостничества, о разорении крестьян, об условиях передачи земли, о роли общины, о размерах надела и выкупа; после реформы в газете публикуются отклики на неё (сначала восторженные, затем более сдержанные, появляются даже высказывания сомневающихся в целесообразности и эффективности проведенной реформы).
В 1856 «Сын отечества» был возобновлён А. В. Старчевским. Возобновлённый журнал выходил в Санкт-Петербурге в 1856—1861 как политический, научный и литературный еженедельник. Позже с 1862 Старчевский издавал и редактировал ежедневную политическую, литературную и политическую газету либерального направления с тем же названием. Газета, сменяя издателей и редакторов (И. И. Успенский, А. П. Милюков, С. Е. Добродеев, А. К. Шеллер-Михайлов, С. Н. Кривенко) выходила до 1901 г.